# Kloster Hachborn

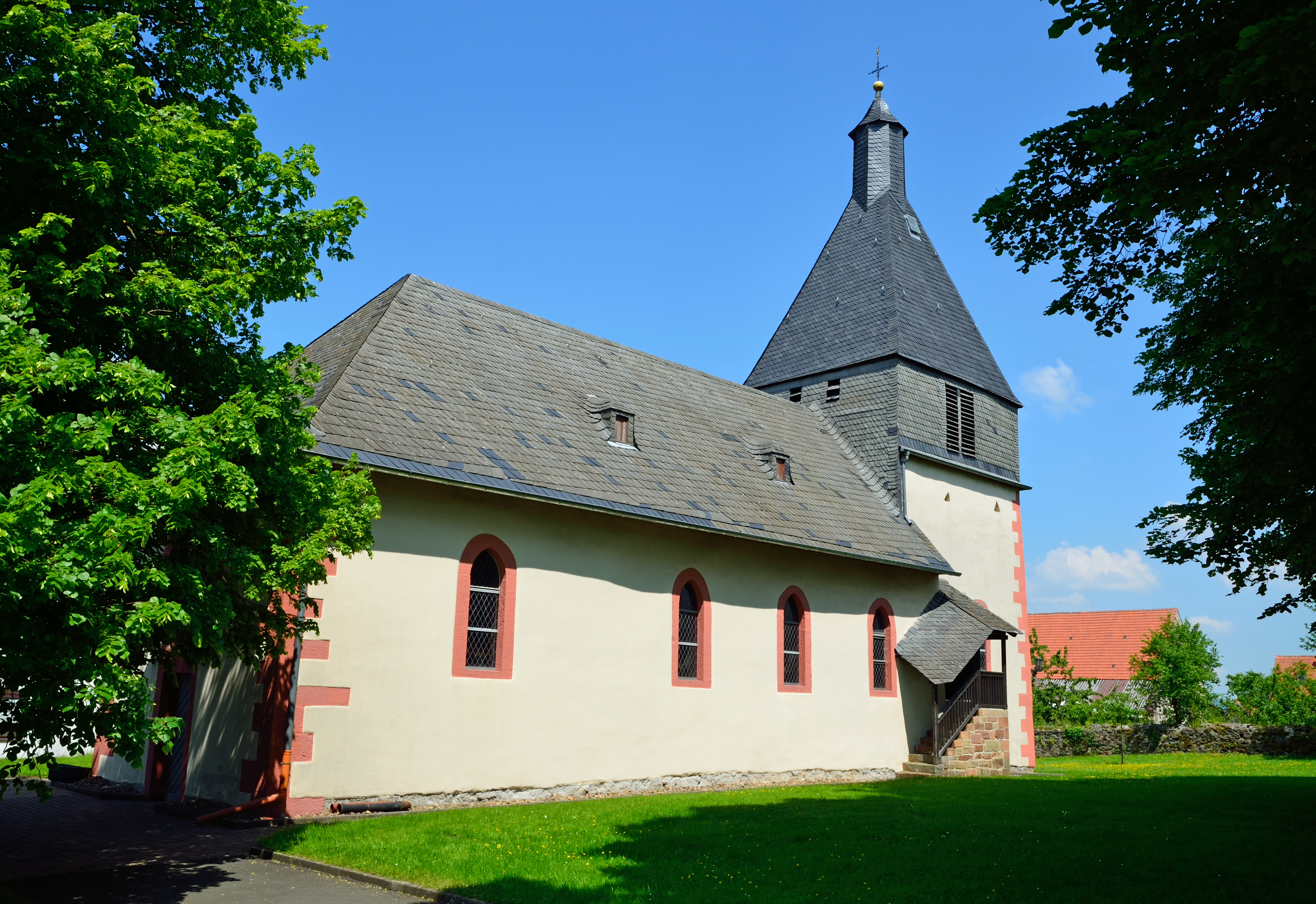
Ehemalige Klosterkirche in Hachborn mit alter Klostermauer im Hintergrund

Das Kloster Hachborn (auch Stift Hachborn) war ein Prämonstratenserinnenstift in Hachborn, einem heutigen Ortsteil der Gemeinde Ebsdorfergrund im Landkreis Marburg-Biedenkopf, das 1186 gegründet und 1527 im Zuge der Reformation aufgelöst wurde.

## Geschichte

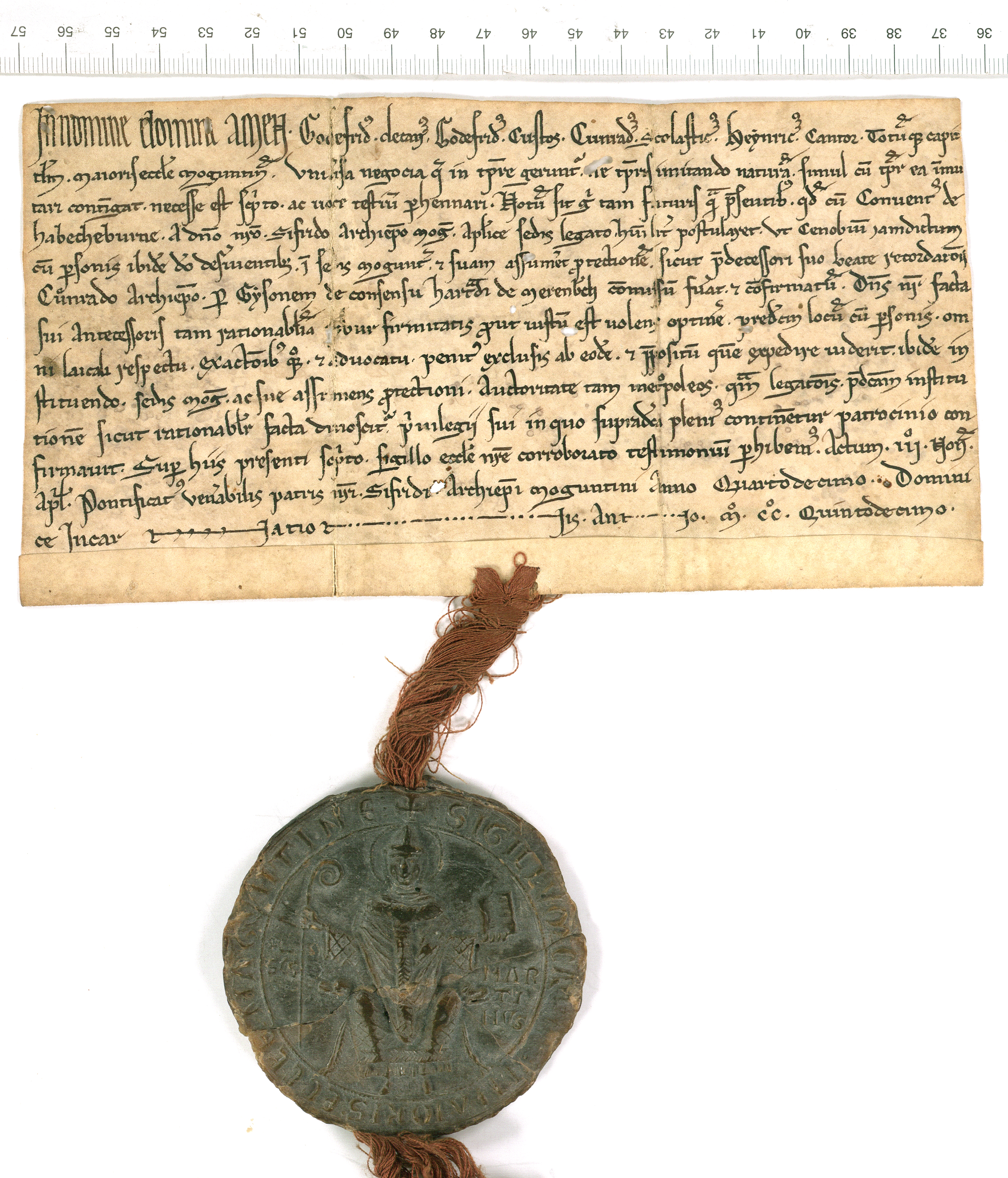
Das Mainzer Domkapitel bestätigt die Schutzerteilung für das Kloster Hachborn durch den Mainzer Erzbischof Siegfried II. (1215 April 3)

Die Gründung des Prämonstratenserstifts Hachborn erfolgte 1186 durch eine Schenkung der Herren von Merenberg. Die Brüder Giso und Hartrad der Jüngere (III.) hatten dem Prämonstratenserstift Arnstein ein Allod im Dorf Hachborn unter der Bedingung gestiftet, dass der Ort zum Gottesdienst gemäß den Vorschriften der Prämonstratenser eingerichtet werde. Bestätigt wurde die Schenkung durch eine Urkunde des Arnsteiner Stifts vom 31. Mai 1186. Im Jahr 1189 ging diese Probstei durch eine Schenkung an die Mainzer Kirche über. 1507 wurde das Kloster durch die Bursfelder Kongregation reformiert und im Zuge der Reformation 1527 aufgehoben. Der ehemalige Klosterbesitz wurde 1533 für die Marburger Siechenhäuser verwendet, 1561–93 hessisches Lehen der von Scheuernschloß, 1602–1625 der von Baumbach, wurde seither verpachtet und 1789 unter Hachborner Bauern aufgeteilt.
Zu Beginn handelte es sich vermutlich um ein Doppelstift, da zunächst von Brüdern (fratres) die Rede ist, die das Stift bewohnten, in der Mitte des 13. Jahrhunderts aber auch eine Meisterin für Hachborn bezeugt ist. Ab diesem Zeitpunkt kann vom Bestehen eines reinen Frauenstiftes ausgegangen werden. Zur Schenkung der Merenberger kam das Patronat des Klosters über die nahegelegene Ebsdorfer Kirche hinzu, die ebenfalls der Mainzer Kirche und deren Erzbischof unterstellt war. Einem Plan aus dem Jahr 1698 lassen sich die zum Stift gehörigen Gebäude sowie die unmittelbar um die Wirtschafts- und Wohngebäude gelegenen Gärten und Nutzflächen entnehmen. Die Klosterkirche, die in mehrfach umgebauter Form noch besteht, muss im 13. Jahrhundert einem Brand zum Opfer gefallen sein, da der Konvent laut einer Urkunde für deren Restaurierung bzw. Wiederaufbau Spenden sammelte.
Der Auflösung des Stifts 1527 ging bereits eine allgemeine wirtschaftliche Krise voran. Mit dem vergleichsweise kleinen Grundbesitz, über den das Stift verfügte, war es schließlich nicht mehr in der Lage, sich selbst zu versorgen und Abgaben zu leisten. Auch die Abgaben, die dem Stift von Seiten der Pächter zustanden, blieben ausweislich der Rechnungsbücher aus. Bereits Ende des 15. Jahrhunderts kam es so weit, dass einzelne Stiftsfrauen mit ihrem Privatvermögen verpfändeten Besitz des Klosters auslösen mussten, damit die Selbstversorgung weiterhin gewährleistet war. Der verpfändete städtische Besitz in Marburg konnte nicht mehr ausgelöst werden und fiel nach der Auflösung des Stifts an die Stadt Marburg.

## Wirtschaft und Besitz

### Als Kloster
Der Ausgangspunkt für Besitz und Versorgung des Hachborner Stifts war der zur Stiftung des Geschlechts von Merenberg gehörende Grundbesitz, der aus landwirtschaftlich nutzbaren Flächen und Wald bestand. Die landwirtschaftlichen Flächen dienten der Viehzucht und zum Gemüse- sowie Getreideanbau, während die Waldflächen zur Brennholzversorgung und Schweinemast genutzt wurden. Gemäß der Ordensregel der Prämonstratenser versorgten sich die in Hachborn ansässigen Stiftsfrauen in Eigenwirtschaft, wurden hierbei allerdings durch Laienbrüder bzw. -schwestern unterstützt.
Der Besitzschwerpunkt des Hachborner Stifts lag den Urkunden zufolge südlich von Marburg. Insgesamt verfügte das Kloster über Besitzungen in den heutigen Kreisen Marburg, Gießen, Alsfeld, Wetzlar, Biedenkopf und Frankenberg. Zum Besitz des Klosters gehörten neben reinem Grundbesitz auch Mühlen, Fischteiche und Gewässer, städtische Immobilien und Höfe bzw. sogenannte Hofstellen, die das Kloster und seine Bewohner mit ihren Erträgen versorgten. Die wichtigste Mühle des Stifts, die Sandmühle, befand sich in Hachborn selbst; hier wurde der Großteil des Getreides gemahlen und dann direkt im Kloster gelagert und verbraucht. Es ist anzunehmen, dass die Dorfbevölkerung die Klostermühle mitbenutzte. Der vergleichsweise hohe Arbeitsaufwand, der sich durch die großflächigen Besitzungen ergab, erforderte zahlreiche Arbeitskräfte, die sich nicht allein aus den Reihen der Stiftsfrauen rekrutieren ließen. Vielmehr stammte das Gros der für Hachborn belegten Konversen bzw. Konversinnen aus dem Ort selbst oder aus der nahen Umgebung. Sie waren mit der Verrichtung landwirtschaftlicher Arbeiten und der Bewirtschaftung des Streubesitzes betraut, während sich die Stiftsfrauen gemäß dem Grundsatz der Klausur lediglich im Bereich des Stifts aufhielten.
Dass es nicht zu allen Zeiten eine ausreichende Zahl an Konversen gab, legt die Tatsache nahe, dass für kleinere Aufträge und landwirtschaftliche Arbeiten zusätzlich Tagelöhner bzw. Lohnarbeiter hinzugezogen wurden. Doch nicht nur von Flächen, die das Stift unmittelbar selbst bewirtschaftete, profitierten die Schwestern. Vielmehr war ein Großteil des entfernter gelegenen Besitzes verpachtet und erbrachte Abgaben an das Hachborner Konvent. In diese Gruppe fällt auch der etwa vier Kilometer von Hachborn bei Ilschhausen gelegene Hof Fortbach, der gleich an zwei Pächter gegeben wurde. Ein anderer Hof, der Mönchhof, befand sich direkt in Hachborn und wurde von Konversen und Prämonstratenserinnen bewirtschaftet.
Der Großteil des Besitzes setzte sich aus gestifteten und im Laufe der Zeit erworbenen Flächen zusammen, wobei eine Tendenz zur Arrondierung von Grundbesitz in und um Hachborn zu erkennen ist, während aus verwaltungstechnischen Gründen versucht wurde, weiter entfernt gelegenen Besitz zu vermeiden bzw. zu verpachten oder zu veräußern. Einen Radius von 50 Kilometer um das Stift haben die Besitzungen nie überschritten, was durchaus auch mit der Größe des Konvents in Verbindung zu bringen ist. Die Wirtschaftstätigkeit der Prämonstratenserinnen in Hachborn blieb trotz allem beschränkt, wenn auch der Handel mit überschüssigen Erträgen oder Tieren belegt ist. Eine Ausweitung der Handelstätigkeit, wie sie den Zisterzienserinnenklöstern Caldern und Georgenberg durch deren Tuchproduktion möglich war, erfolgte hier nicht.
Eine weitere Einnahmequelle des Stiftes waren sogenannte Seelgerätestiftungen, mit denen die Spender für ihr Seelenheil zu sorgen gedachten, indem sie dem Kloster Geldsummen, Grundbesitz oder andere Güter wie beispielsweise Wachs stifteten. Auch das Patronat der Ebsdorfer Kirche, das dem Stift bei der Gründung übertragen wurde, erwies sich als rentabel, gehörten doch zu Ebsdorf zwölf Dörfer, deren kirchliche Einnahmen an das Stift flossen.

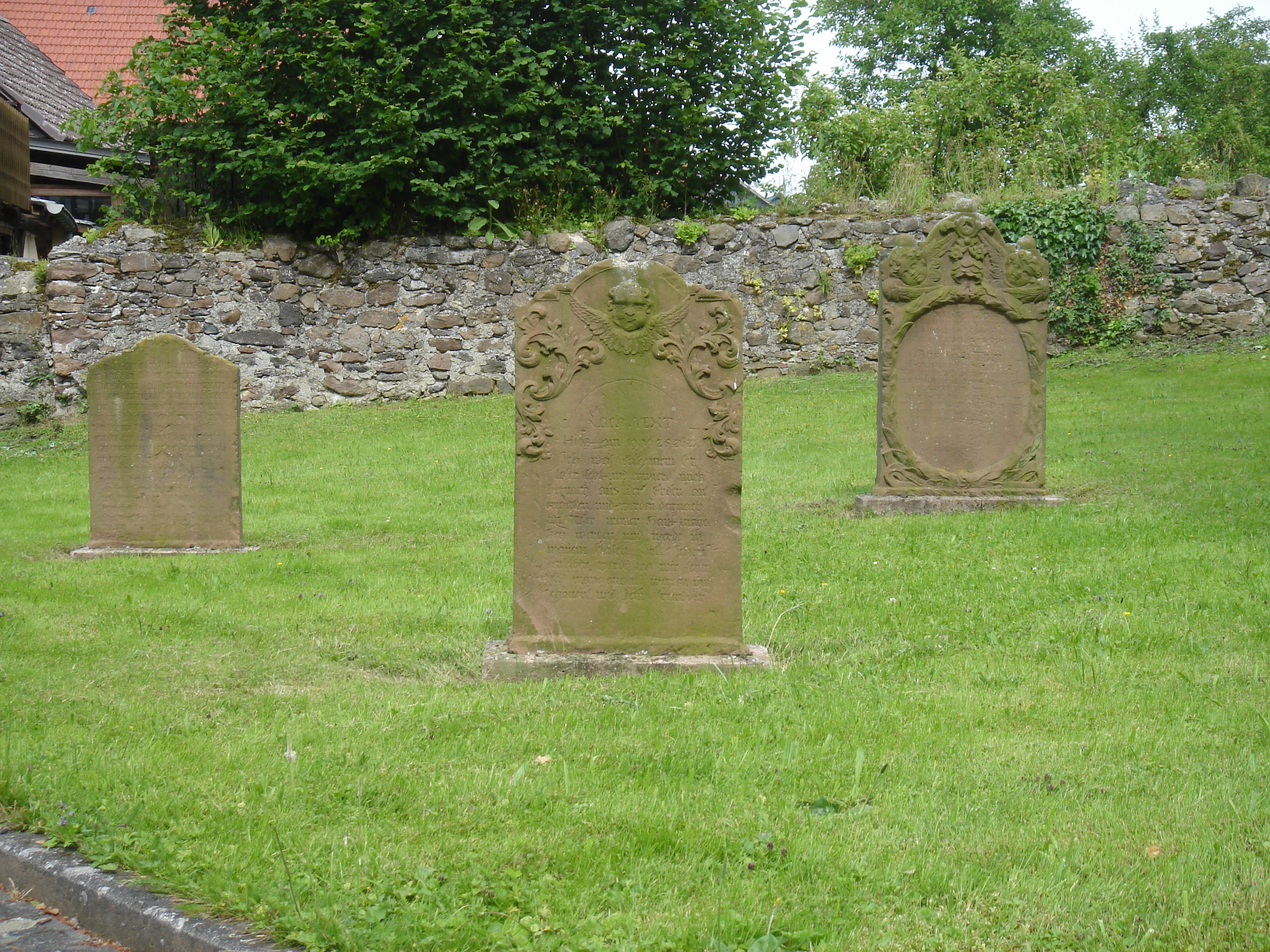
Grabsteine nahe der Kirche des ehemaligen Klosters; im Hintergrund Reste der Klostermauer

Verwaltet wurde der Besitz des Hachborner Stifts durch die Meisterin, die dem Konvent seit Mitte des 13. Jahrhunderts vorstand. Gemeinsam mit ihr überwachte eine Priorin die Einnahmen und Ausgaben des Stifts sowie den rechtzeitigen Eingang der Abgaben aus den verpachteten Gütern.

### Nach der Reformation
Mit dem Kasseler Landtagsabschied vom 15. Oktober 1527 leitete die Landgrafschaft Hessen faktisch die Säkularisation der hessischen Klöster ein. Demnach sollten deren Einkünfte künftig der Universität Marburg zufallen. Der Marburger Gründungsrektor Johannes Eisermann lieferte die intellektuelle Rechtfertigung für den Zugriff auf das geistliche Vermögen, der mit dem „gemeinen Nutzen“ begründet wurde. Noch im Jahre 1527 erfolgte dementsprechend die Inventarisation des klösterlichen Wertgegenstände. Es gelang jedoch nicht, eine einheitliche und planmäßige Verwaltung der eingezogenen Klostergüter zu etablieren. Nicht zuletzt verhinderte der fürstliche Geldbedarf den Aufbau einer zentralisierten Klosterkammer o. ä.
Vielmehr wurden in den 1530er Jahren einzelne der sequestrierten Klostergüter veräußert, um auf diese Weise unmittelbar große Einkünfte zu erlösen. So wurde das Kloster Hachborn am 19. Februar 1534 „mit allem Zubehör“ an Kaspar Treis aus Gießen und dessen Frau Juliane verkauft, wenngleich ein Rückkaufrecht vorbehalten war. Am 1. Dezember 1545 ging das gesamte Gut – wiederum auf Wiederkaufsrecht – an Daniel Scheuernschloss. Am 8. April 1561 erfolgte die Zusammenfassung des Besitzes zu einem landgräflichen Lehen, das an Johann (Hans) Scheuernschloss, den Sohn des Daniel Scheuernschloss, gegeben wurde. Eine Urkunde vom 10. Mai 1561 bestätigte das Lehensverhältnis und regelte zugleich Wagenstellpflicht und Jagdrecht neu.
Johann Scheuernschloss starb am 2. November 1593 als letzter männlicher Vertreter seines Geschlechts und Hachborn fiel als erledigtes Lehen an Landgraf Ludwig IV. von Hessen-Marburg, der es 1602 als Lehen an seinen Haushofmeister und Rat Philipp Ludwig von Baumbach gab. Als Ludwig IV. im Jahre 1604 ohne erbberechtigte Nachkommen verstarb, fiel der nördliche Teil seiner Landgrafschaft an seinen Neffen, Landgraf Moritz von Hessen-Kassel. Baumbach wurde bald darauf angeklagt, zu Lebzeiten Ludwigs IV. eine ungebührliche Beziehung mit der Landgräfin Maria, der zweiten und 30 Jahre jüngeren Gemahlin Ludwigs IV., gepflegt zu haben. Er wurde in inhaftiert, einem Prozess unterzogen und erst freigelassen, nachdem Maria Ludwigs Erben Moritz und Ludwig V. von Hessen-Darmstadt ihr umfangreiches Wittum vergleichsweise günstig überlassen hatte. Philipp Ludwig von Baumbach starb im Jahr 1618. Sein Bruder Ewald Jost gab am 16. April 1625 gegen eine Abfindung alle Ansprüche auf Hachborn auf. Gut und Schloss blieben in der Folge landgräflicher Besitz, und das Gut wurde ab 1631 und bis 1789 an wechselnde Pächter zur Nutzung gegeben. Im Oktober 1789 wurde es aufgelöst und unter die Bauern von Hachborn aufgeteilt. Das Schloss wurde abgebrochen.

## Konvent
Über die Frauen, die als Nonnen im Laufe der Zeit in das Stift eintraten, wurde anhand der Quellen festgestellt, dass es sich keineswegs nur um Töchter hochadliger Familien handelte. Vielmehr entstammten sie häufig niederem Adel, städtischem Patriziat oder nichtpatrizischem Bürgertum. Auch ist als Grund für den Eintritt in das Hachborner Konvent weniger ausgeprägte Religiosität zu sehen, als vielmehr der Wunsch der Familie die Tochter bzw. die Töchter einer gesicherten Existenz zuzuführen. Normalerweise musste zum Eintritt in ein Konvent eine Mitgift aufgebracht werden, in Hachborn ist jedoch für die gesamte Zeit seines Bestehens keine einzige belegt. Vermutlich wurde der Unterhalt durch die persönlichen Leibrenten der Frauen gesichert. Diese wurden entweder von den Familien der Nonnen gestellt oder von den Frauen selbst erworben und fielen oft nach dem Tod an das Kloster. Als das Stift 1527 aufgelöst wurde, befanden sich noch fünf, vor der Auflösung noch neun Nonnen in Hachborn, die durch den Landgrafen abgefunden wurden.

## Heute

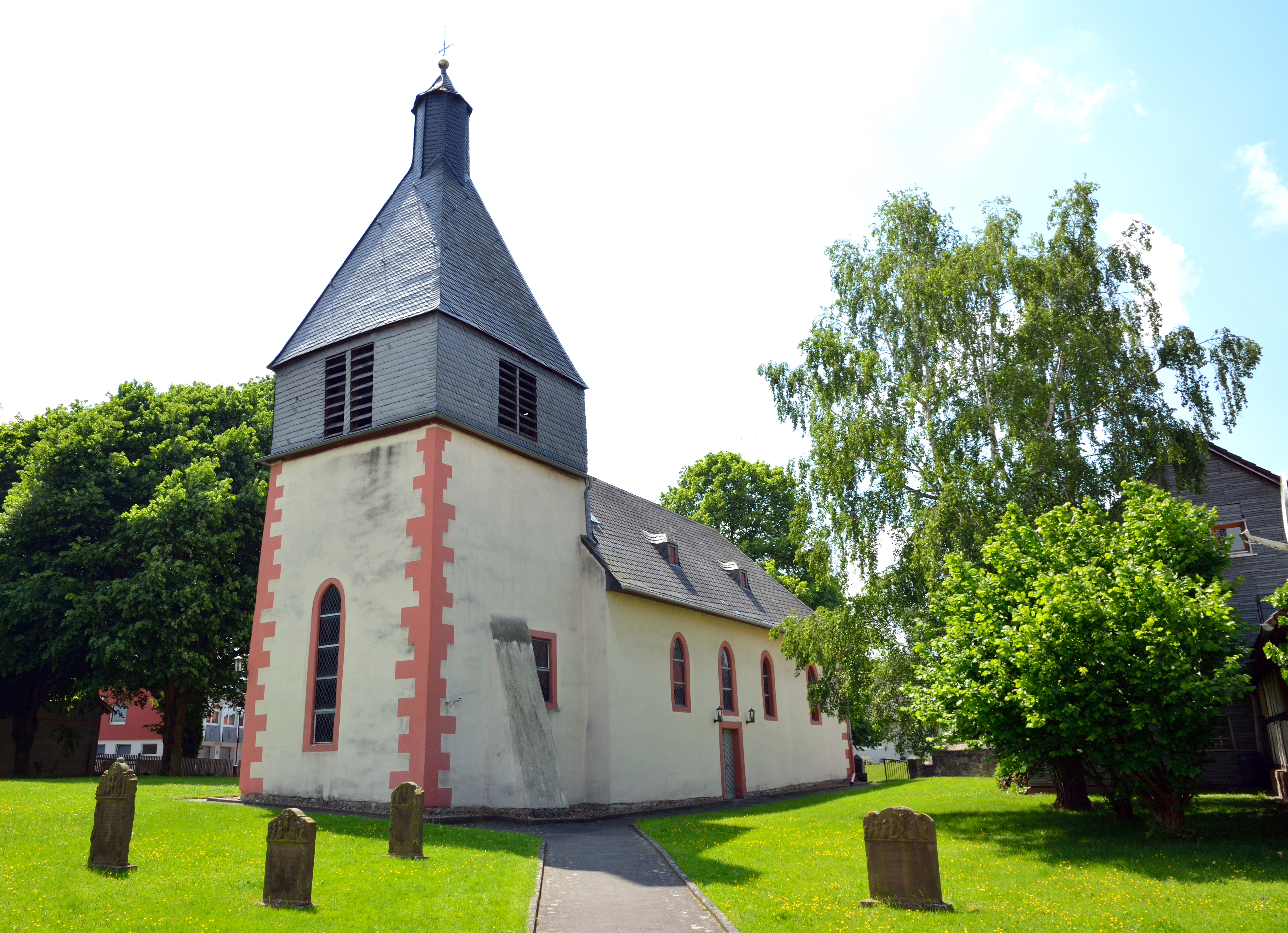
Kirche Hachborn

Das einzige erhaltene Gebäude des ehemaligen Klosters Hachborn ist die Klosterkirche, die heute als Gemeindekirche Hachborns dient.
Sie entstand vermutlich, bevor die Herren von Merenberg das Gelände dem Arnsteiner Stift schenkten. Das würde die Lage der Kirche abseits der ehemaligen Klostergebäude erklären. Bei der Außenrenovierung 1990 wurden Zeichen diverser Umbauten deutlich, die jedoch heute unter einer neuen Putzschicht verborgen sind.
Hinter der Kirche befinden sich Reste der ehemaligen Klostermauer sowie ein Keller, der heute Teil eines Privatgrundstückes ist.

### Gedruckte Quellen
- Friedrich Schunder (Hrsg.): Die oberhessischen Klöster. Regesten und Urkunden I. Marburg 1961.

### Archivalische Quellen (Auswahl)
Hessisches Staatsarchiv Marburg: 
- Handschriften 142 a, Kloster Hachborn, Deduction über Gründung, Aufhebung etc., 1629[29]
- HStAM Bestand Urk. 25[30].